# Valoctocogen roxaparvovec
| Übersicht         | Übersicht                                                  |
| ----------------- | ---------------------------------------------------------- |
| Freiname          | Valoctocogen roxaparvovec                                  |
| Andere Namen      | - rAAV5-hFVIII-SQ - BMN 270                                |
| CAS-Nummer        | 1819334-78-5                                               |
| ATC-Code          | noch nicht zugewiesen                                      |
| Wirkstoffklasse   | noch nicht zugewiesen                                      |
| Ausgangsmaterial  | Adeno-assoziiertes Virus, Serotyp 5 (AAV 5) (Parvoviridae) |
| Verabreichungsweg | Intravenös                                                 |
| Handelsname       | Roctavian (BioMarin International Limited)                 |

Valoctocogen roxaparvovec ist ein gentherapeutisch wirksamer Arzneistoff zur Behandlung von schwerer Hämophilie A (Bluterkrankheit). Betroffene haben einen erblich bedingten Mangel an Blutgerinnungsfaktor VIII, wodurch es bei ihnen leicht zu inneren und äußeren Blutungen kommt. Valoctocogen roxaparvovec ist ein gentechnisch modifiziertes Virus, das nicht vermehrungsfähig ist und eine DNA enthält, die eine körpereigene Herstellung des Faktor-VIII-Proteins bewirkt. Das Arzneimittel wurde unter dem Namen Roctavian 2022 in der Europäischen Union und im Juni 2023 in den USA zugelassen.
Die Anwendung erfolgt als einmalige Infusion in eine Vene (intravenös).

## Hintergrund
Patienten mit Hämophilie A können aufgrund einer Mutation im F8-Gen keine ausreichenden Mengen von normal funktionierendem Faktor VIII (Faktor 8) produzieren. Dieses essentielle Protein wird für die Blutgerinnung benötigt; ist es unzureichend vorhanden oder funktionunstüchtig, so sind die Betroffenen anfällig für stärkere und längere Blutungen, z. B. nach Verletzungen oder Operationen. Hämophilie A ist eine seltene Erkrankung, von der etwa 0,7 von 10.000 Menschen in der EU betroffen sind. Sie schwächt die Erkrankten und kann lebensbedrohlich sein, wenn Blutungen im Gehirn, im Rückenmark oder im Darm auftreten. Zur Behandlung von Hämophilie A werden bislang meist Präparate eingesetzt, die den Faktor VIII enthalten, um das fehlende Protein prophylaktisch zu ersetzen. Diese Substitutionstherapie erfordert eine lebenslange ein- oder mehrmalige Gabe pro Woche oder Monat. Die Behandlung mit dem seit 2018 zugelassenen bispezifischen Antikörper Emicizumab ist als Therapiefortschritt zu sehen, erfordert jedoch auch die lebenslange regelmäßige Verabreichung alle ein bis vier Wochen. Valoctocogen roxaparvovec ist die erste Gentherapie zur Behandlung der Hämophilie A.

## Eigenschaften

Oben: Schematische Darstellung der Virusvektor-Nukleinsäure von Valoctocogen roxaparvovec: ITR = Inverted terminal repeats (doppelsträngig); einzelsträngig: HLP = hybrider leberspezifischer Promoter, LS = Leader-Sequenz, hFVIII-SQ = Codon-optimierte Sequenz, die für das hFVIII-SQ-Protein kodiert, sPA = synthetische Polyadenylsequenz. Unten: Schematische Darstellung des exprimierten hFVIII-SQ-Proteins, bestehend aus der schweren Kette (HC) mit den Proteindomänen A1 und A2 und der leichten Kette (LC) mit den Proteindomänen A3, C1 und C2. Die Wildtyp-B-Domäne zwischen den A2- und A3-Domänen wird durch eine 14 Aminosäuren umfassende SQ-Linkersequenz aus der normalen B-Domänen-Sequenz ersetzt.

Valoctocogen roxaparvovec ist ein nicht replizierender, rekombinanter viraler Vektor, der auf dem Adeno-assoziierten Virus vom Serotyp 5 (AAV5) basiert und eine cDNA für die Expression der B-Domänen-deletierten SQ-Form des humanen Gerinnungsfaktors VIII (hFVIII-SQ) unter der Kontrolle eines hybriden leberspezifischen Promoters (HLP) enthält. Der HLP regt die Transkription des Gens in sinusoidalen Endothelzellen der Leber (LSEC) an, wo auch endogener Faktor VIII hauptsächlich produziert wird.
Das ikosaedrische Viruskapsid enthält drei Strukturproteine, von denen zwei für die Kapsidbildung wesentlich sind. Das dritte ist für die Infektiosität des Kapsids bedeutsam. Es enthält eine Phospholipase A2-Domäne (PLA2-Domäne), die für den endosomalen Austritt des Kapsids und den anschließenden Transport in den Zellkern erforderlich ist.
Valoctocogen roxaparvovec wird in einem Baculovirus-Expressionssystem hergestellt, das mittels rekombinanter DNA-Technologie aus Sf-9-Zellen, einer Zelllinie der Nachtfalterart Spodoptera frugiperda, abgeleitet wurde.

## Anwendung
Valoctocogen roxaparvovec ist zugelassen zur Behandlung von Erwachsenen mit schwerer Hämophilie A, die keine Faktor-VIII-Inhibitoren (Hemmkörper in Form neutralisierender Antikörper) gegen den Faktor VIII (aus vorangegangener Faktor-VIII-Substitutionstherapie) haben bzw. hatten und keine Antikörper gegen AAV5 aufweisen.
Das Mittel wird einmalig mittels einer (bis zu mehrstündigen) intravenösen Infusion verabreicht.

## Zulassung
Da es sich bei Valoctocogen roxaparvovec um ein Arzneimittel für neuartige Therapien handelt, stützt sich die Zulassungsempfehlung der Europäischen Arzneimittelagentur (EMA) auf eine Bewertung durch den Ausschuss für neuartige Therapien (CAT).
Sie basiert auf den Ergebnissen einer einarmigen Phase-3-Studie (Hauptstudie), einer nicht randomisierten Studie an 134 männlichen Patienten mit Hämophilie A ohne Faktor-VIII-Inhibitor in der Anamnese und ohne nachweisbare bereits vorhandene Antikörper gegen AAV5. Zwei Jahre nach der Verabreichung erhobene Daten zeigten bei der Mehrheit der Patienten eine signifikant erhöhte Faktor-VIII-Aktivität. Die Blutungsraten wurden um 85 % reduziert und die meisten Patienten benötigten keine Faktor-VIII-Ersatztherapie mehr.
Eine häufige Nebenwirkung ist Hepatotoxizität aufgrund einer Immunreaktion, die durch AAV-basierte Gentherapien induziert wird. Sie äußert sich in einem Anstieg der Alaninaminotransferase(ALT)-Spiegel und wurde auch bei der Behandlung mit Valoctocogen roxaparvovec berichtet. Der Zustand kann mit Corticosteroiden behandelt werden. Andere häufige Nebenwirkungen sind Kopfschmerzen, Gelenkschmerzen und Übelkeit.
Valoctocogen roxaparvovec ist ein Orphan-Arzneimittel und wurde im August 2022 unter „besonderen Bedingungen“ für die Vermarkung in der EU zugelassen (conditional approval). Das bedeutet, dass weitere Nachweise für den Nutzen des Arzneimittels erwartet werden. Im  Juni 2023 erfolgte die Zulassung in den USA für erwachsene Patienten mit schwerer Hämophilie A.